# Tichosina martinicensis
Tichosina martinicensis är en armfotingsart som beskrevs av Cooper 1977. Tichosina martinicensis ingår i släktet Tichosina och familjen Terebratulidae. Inga underarter finns listade i Catalogue of Life.